# Mark O'Donnell
Mark O'Donnell (Cleveland, Ohio, 19 de julho de 1954 — Nova Iorque, 6 de agosto de 2012) foi um escritor e humorista norte-americano.

## Biografia
Formou-se em Artes na Universidade de Harvard em 1976.
Em 2003 ganhou um Tony Award na categoria "Melhor libreto de Musical" pelo musical Hairspray juntamente com Thomas Meehan, durante a edição 57º dos prémios. Recebeu também o "Guggenheim Fellowship", "George S. Kaufman Award" e o "Lecomte du Nuoy Prize".

## Trabalhos
Peças (produção)
- Hasty Pudding Theatricals, Universidade de Harvard, 1974-76;
- That's It Folks, Playwrights Horizons, 1983;
- Fables for Friends, Playwrights Horizons, 1980 e 1984.

Televisão
- Saturday Night Live (guião e participação), 1981-82.

Livros
- Getting Over Homer[7]
- Let Nothing You Dismay[7]
- Tools of Power com Kurt Andersen e Roger Parloff.[8]
- Elementary Education[4]
- Vertigo Park and Other Tales[4]

Teatro
- Professor, Universidade de Nova Iorque, 1982;
- Professor, New School for Social Research, Nova Iorquw, 1983-84.

## Morte
Desmaiou na segunda-feira no seu apartamento em Nova Iorque, de acordo com a Associated Press.